# Grand Santi

Gmina Grand Santi na mapie Gujany Francuskiej

Grand Santi – miasto i gmina w Gujanie Francuskiej (departament zamorski Francji).